# Aeonium ombriosum
Aeonium ombriosum är en fetbladsväxtart som beskrevs av Paul V. Heath. Aeonium ombriosum ingår i släktet Aeonium och familjen fetbladsväxter. Inga underarter finns listade i Catalogue of Life.